# Sci di fondo
Lo sci di fondo è uno sport invernale, appartenente al gruppo di sport dello sci nordico, molto popolare nei Paesi nordici, nelle regioni alpine e nel Canada.

## Storia

Simbolo dello sci di fondo

Lo sci come mezzo di locomozione nacque dall'esigenza dei popoli nordici e asiatici di muoversi in un ambiente coperto dalla neve per molti mesi all'anno. Anche d'inverno era questione di vitale importanza procurarsi il cibo con la caccia e la pesca. Un giorno qualcuno iniziò a mettersi ai piedi cortecce, rami intrecciati in grado di sostenerlo sulla neve, consentendogli così di inseguire gli animali cui dava la caccia o raggiungere fiumi e laghi in cui pescare.
Con l'andare del tempo queste rudimentali racchette da neve subirono una lenta, ma costante evoluzione che le portò, soprattutto nelle regioni dove il terreno era ondulato, a scivolare in modo da rendere meno faticosa e più veloce la marcia. Nelle regioni scandinave spesso cacciatori con ai piedi lunghe assi ricurve, inseguono cervi e bisonti. Da alcuni reperti ritrovati nelle torbiere della Svezia si ritiene che si utilizzassero uno sci più corto e uno più lungo. Quello corto, ricoperto di pelle, serviva per dare la spinta, per frenare e per cambiare direzione; quello lungo serviva per scivolare in velocità.
Numerose sono le testimonianze storiche che parlano degli sci. A partire dalla mitologia finnica, in cui si narra di un certo Lemminkainen che usava uno sci corto e uno lungo. Addirittura Senofonte, storico greco vissuto attorno al IV secolo a.C. parla di popoli asiatici che usavano calzature speciali per avanzare agevolmente sulla neve. Un altro storico, Strabone, circa 30 anni prima della nascita di Cristo parla di "lamelle di legno" ricoperte di pelle usate per marciare sulla neve. Altre fonti descrivono lunghissime scarpe adottate dai mongoli per inseguire le loro prede sulla neve.
Testimonianze più recenti ci giungono dai paesi scandinavi. Attorno al 1100 il re svedese Sverre vinse una battaglia nei pressi dell'odierna Oslo grazie all'utilizzo degli sci. Nel 1520 in Svezia Gustavo Vasa, ribelle contro la dominazione danese, dopo avere cercato di fomentare inutilmente la rivolta contro gli invasori, mentre si recava in esilio fu raggiunto sul confine da due sciatori mandati dagli insorti per farlo ritornare e guidare la rivolta. Epico fu il suo ritorno da Sälen a Mora dove, unitosi ai ribelli, scacciò gli invasori e fu incoronato re di Svezia con il nome di Gustavo I di Svezia. In ricordo di questa epica impresa nel 1922 fu istituita una gara di gran fondo, la Vasaloppet (corsa di Vasa), di 90 km che si snoda sullo stesso percorso.
Fu nella seconda metà dell'Ottocento che lo sci assunse anche connotati sportivi. La prima gara di cui ci sono notizie documentate risale al 1843. Si disputò a Tromsø (Norvegia) e fu vinta da un lappone che percorse i 5 km in 29 minuti. Nel 1884 si svolse la prima gara di gran fondo sulla ragguardevole distanza di 200 km, vinta in 21 ore dal lappone Lars Tourda. Confinati sia per conoscenza sia per utilizzo nelle regioni scandinave, gli sci ebbero il loro momento di notorietà internazionale grazie all'impresa del norvegese Fridtjof Nansen, che nel 1888 compì la traversata dell'inesplorata Groenlandia utilizzando gli sci. Il libro che scrisse divenne ben presto un best seller in tutta Europa e contribuì a fare conoscere lo sci al di fuori della sua terra d'origine. In Italia è la Gazzetta dello sport a dare visibilità a questo sport d'avanguardia, organizzando e finanziando la competizione dei Valligiani negli anni Dieci del Novecento.

## Tecniche

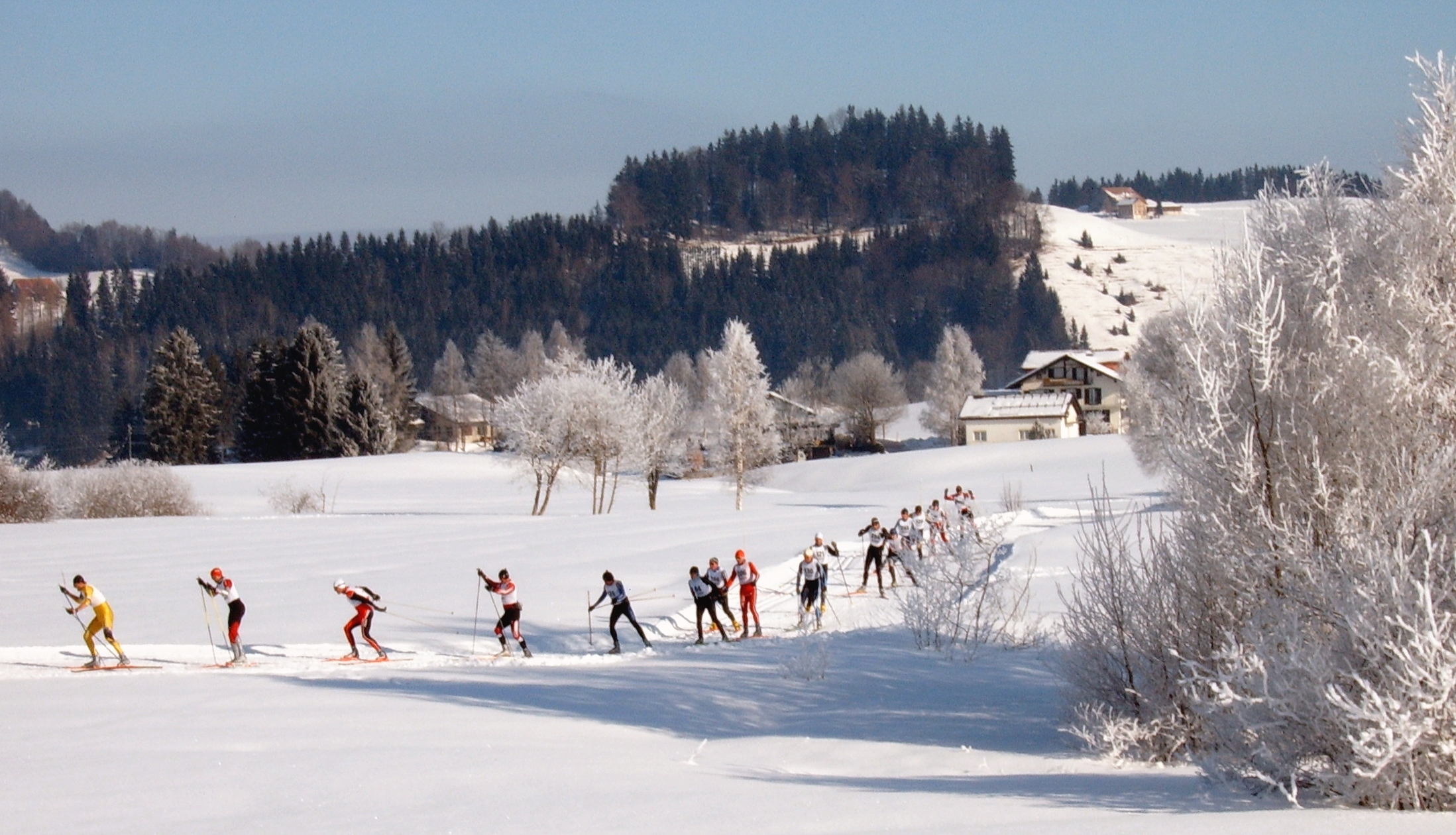
Atleti in fila in una competizione di skating

Nello sci di fondo la tecnica permette di avanzare sulla neve con l'utilizzo coordinato di sci e bastoncini.
Durante la sua evoluzione si sono create due tecniche distinte: la tecnica classica e la tecnica libera. Esse si differenziano in base al sistema con cui si trasferisce la forza delle gambe al suolo per creare la propulsione; entrambe le tecniche hanno poi una serie di differenti passi per coordinare la spinta delle braccia con quella delle gambe alle diverse velocità.
Nella tecnica classica la spinta di avanzamento delle gambe deve essere trasferita alla neve tramite la formazione di attrito statico tra lo sci e la neve come quando si cammina o si corre sfruttando l'attrito tra la scarpa e il terreno, mentre nella tecnica libera la spinta viene trasferita tramite contrasto, in una prima fase lo sci scava un solco nella neve sulla parete del quale può appoggiarsi per permettere la propulsione in avanti come un pattino nel ghiaccio; per quanto riguarda la spinta laterale nei cambi di direzione, entrambe le tecniche usano lo stesso passo che trasferisce la forza tramite contrasto.
La tecnica classica è regolamentata e nello svolgimento di gare riservate a tale tecnica è vietato usare i passi della tecnica libera, mentre nella tecnica libera si può fare uso anche di passi della tecnica classica. La tecnica libera consente una velocità media maggiore di circa l'8-9% rispetto alla tecnica classica.

### La tecnica classica

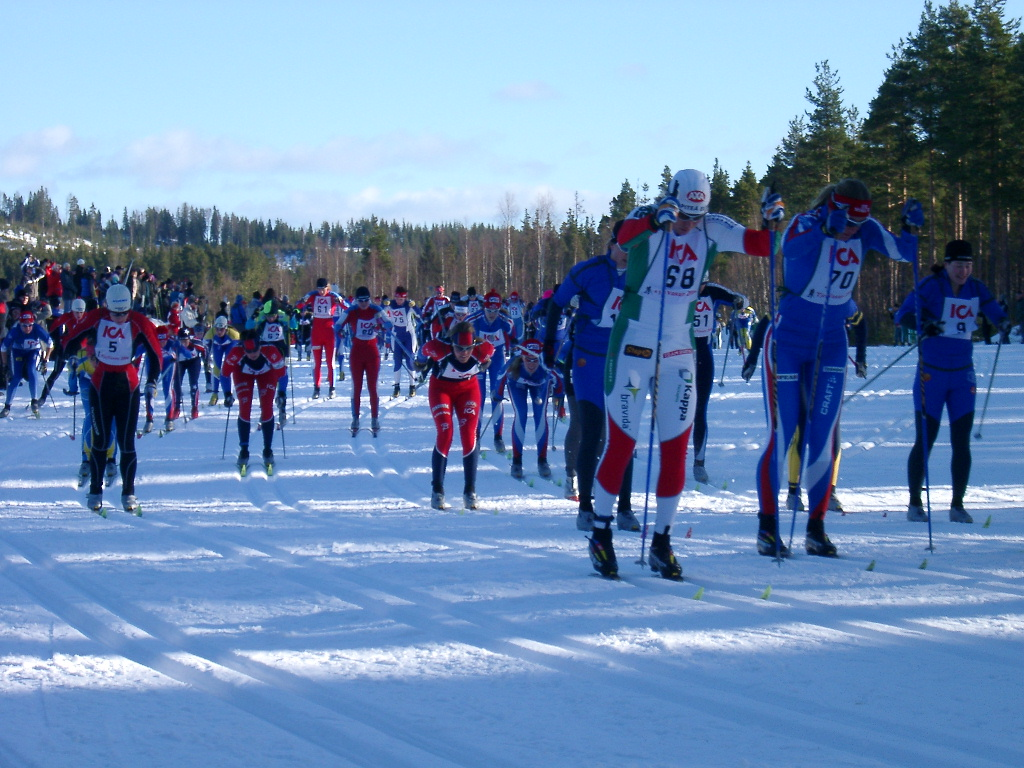
Atleti in partenza in una competizione a tecnica classica

La tecnica classica, detta anche per brevità, il classico, è stata l'unica praticabile fino agli anni ottanta, a causa dei limiti tecnologici nella battitura della pista (spesso i solchi erano tracciati da alcuni sciatori del club di sci locale con il loro passaggio nella neve fresca), che imponevano agli sci di muoversi paralleli al senso di marcia. Si esegue aiutandosi con due solchi, praticati nella neve battuta, larghi poco più degli sci, detti "binari"; essi guidano lo sci senza bisogno che lo sciatore debba correggere la direzione, e creano una base d'appoggio efficiente per lo sci. Tuttavia, su salite molto ripide e in curve con un raggio molto stretto, si deve procedere al di fuori di essi.
I bastoncini trasmettono la spinta degli arti superiori e si piantano nella neve per mezzo del puntale, mentre gli sci trasmettono le spinta degli arti inferiori. Per permettere la formazione dell'attrito statico, e quindi nella fase di spinta con le gambe, lo sci deve essere fermo e tutto il peso del corpo deve gravare sullo sci con il quale si intende spingere. Per coordinare la spinta delle braccia e quella delle gambe vi sono diverse sequenze di movimenti che prendono il nome di passi. I principali sono:
- il passo alternato: si compone di una spinta di gamba con una contemporanea spinta del braccio opposto e di una successiva spinta con l'altra gamba e l'altro braccio che verranno continuamente alternati. Eseguendo questo passo si assume una movenza simile a quella di un corridore e si riesce a sviluppare molta forza e poca velocità; è quindi adatto a tratti di salita.
- il passo spinta: si compone di una spinta contemporanea di entrambe le braccia con un piegamento in avanti del busto; una volta esaurita questa si spinge con la gamba e contemporaneamente si riporta il busto in posizione eretta e le braccia davanti a sé pronte per una nuova spinta. Con questo passo si riesce a sviluppare una discreta forza e una buona velocità; è quindi adatto ad accelerazioni e tratti di falsopiano in salita.
- la scivolata spinta: si compone di una spinta contemporanea di entrambe le braccia con un piegamento in avanti del busto; ci si riporta poi alla posizione iniziale con uno slancio in avanti delle braccia per sfruttare la loro inerzia. Non essendoci spinta di gambe gli sci non si devono mai fermare. Con questo passo si riesce a sviluppare poca forza e molta velocità; è quindi adatto a tratti di pianura e falsopiano in discesa.

### Lo skating o pattinato

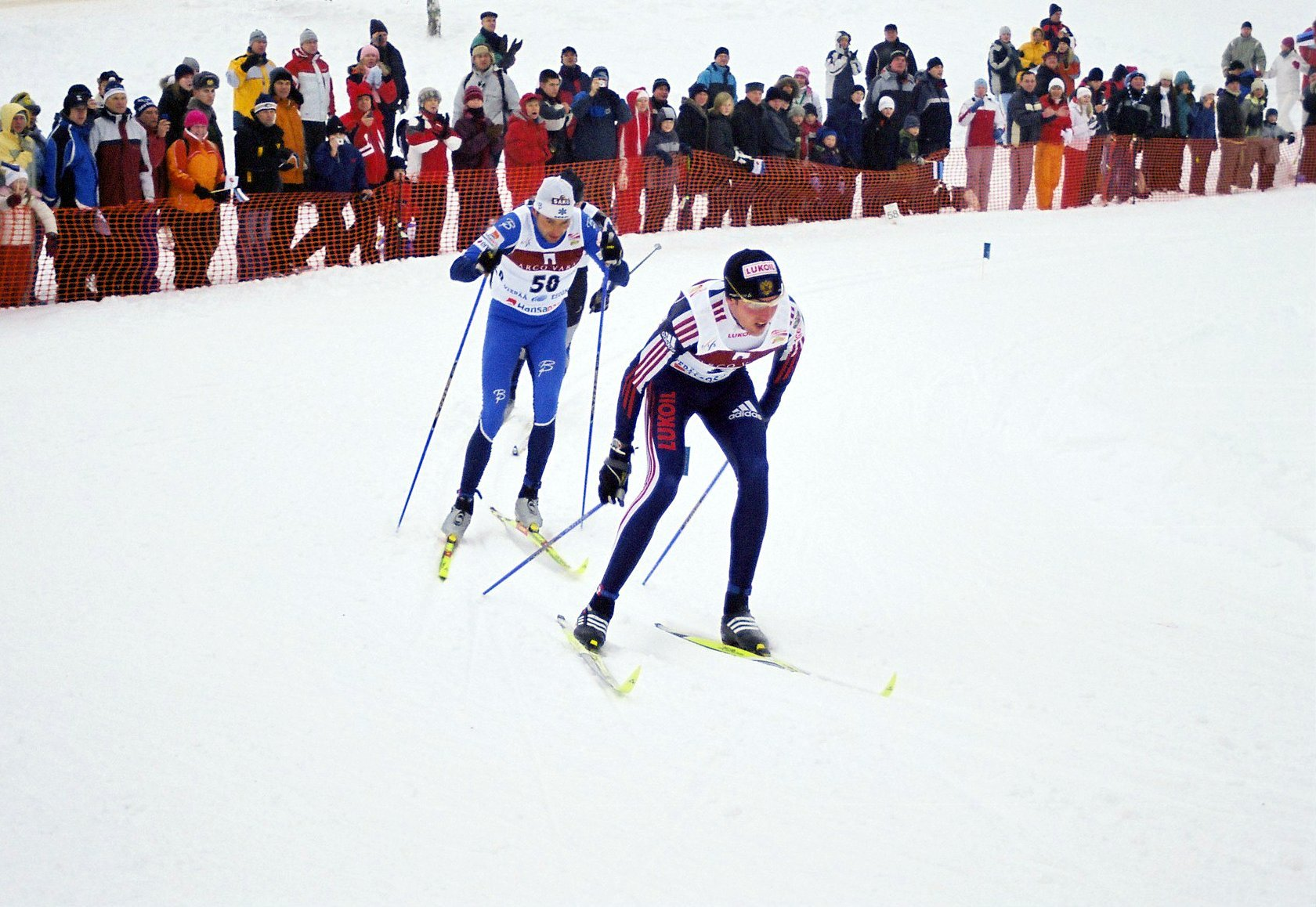
Atleti in gara a tecnica pattinata

La tecnica del pattinato o skating (spesso impropriamente indicata come tecnica libera, denominazione che indica più propriamente, nell'agonismo, le gare in cui è possibile adottare entrambe le tecniche a proprio piacimento) è piuttosto giovane; comincia infatti a fare la sua comparsa agli inizi degli anni 1980, in seguito al miglioramento delle tecnologie di battitura delle piste con motoslitte e gatti della neve, che permettevano di realizzare uno spazio più ampio di neve compatta, ai lati del binario, rispetto alla battitura manuale. Ad alto livello uno degli sperimentatori di un nuovo passo fu il finlandese Pauli Siitonen che, nella stagione invernale 1981-82, cominciò a usare un passo che venne poi chiamato dai tecnici federali come "scivolata spinta pattinata", comunemente chiamata "passo Siitonen" o anche "marathon step", il quale sostanzialmente consiste nel procedere con uno sci che scorre nel binario, mentre l'altro è tenuto in direzione obliqua al senso di marcia e con questo si dà la propulsione. Inizialmente gli atleti continuavano a sciolinare gli sci, facendo una sorta di tecnica mista durante la gara. La conferma della bontà di questo nuovo modo di progredire, che non necessitava di sciolina di tenuta rendendo gli sci molto più veloci, la diede lo statunitense Bill Koch nella stagione successiva, in cui riuscì, primo e ultimo fondista americano, ad aggiudicarsi la Coppa del Mondo.
Questo passo fece la sua prima comparsa in Italia nel 1979 durante la terza edizione del Parallelo notturno organizzato dallo Sci Club Valzoldana. Il vincitore Tommy Frost (SWE) vinse su Soren Petterson ed entrambi praticavano questo passo. L'indomani tutti i bambini dello Sci Club Valzaoldana sperimentavano questo modo di procedere.
Nata inizialmente come tecnica puramente agonistica, è stata ben presto assimilata anche da sciatori meno provetti, ai quali risulta più appetibile in quanto non sono necessarie le operazioni di sciolinatura prima della partenza, da molti considerate tediose, e nemmeno gli anni d'esperienza indispensabili per scegliere la sciolina corretta in base alle condizioni climatiche (che rimane un'operazione molto delicata in quanto un errore può rendere impossibile l'avanzamento in tecnica classica), e anche per merito della Scuola Italiana di Sci.
Nella tecnica di pattinaggio gli sci non procedono nel binario, ma scorrono alternativamente, divaricati di punta, su un terreno privo di tracce e diagonalmente rispetto al senso di marcia. A differenza della tecnica classica lo sci, durante la spinta dell'arto inferiore, è sempre in movimento, di conseguenza i tempi di applicazione della forza possono essere prolungati. Il contatto tra sci e neve avviene principalmente con lo sci piatto, o per i passi più veloci inizialmente sullo spigolo esterno e poi portato in piano. Per ottenere poi la spinta lo sci deve essere posto sullo spigolo interno e divaricato di punta in modo da creare una superficie di appoggio sulla quale fare contrasto e imprimere quindi la forza di spinta. Il vantaggio, in termini di rendimento, è che durante l'azione di spinta dell'arto inferiore lo sci continua a scorrere nella sua direzione consentendo così allo sciatore di mantenere la velocità anche in fase di spinta. La velocità di avanzamento, per la quale si riesce a trasferire forza anche con gli arti inferiori, risulta così più elevata rispetto alla tecnica classica, permettendo velocità in piano più elevate, inoltre gli sci risultano più veloci per l'assenza di sciolina di tenuta (sono invece trattati con paraffine per la scorrevolezza su tutta la loro lunghezza), tuttavia questa tecnica impone di procedere a "zig-zag", aumentando la distanza percorsa, con un'ampiezza maggiore all'aumentare della pendenza in salita, rendendo meno efficiente questo passo nei tratti di forte salita.

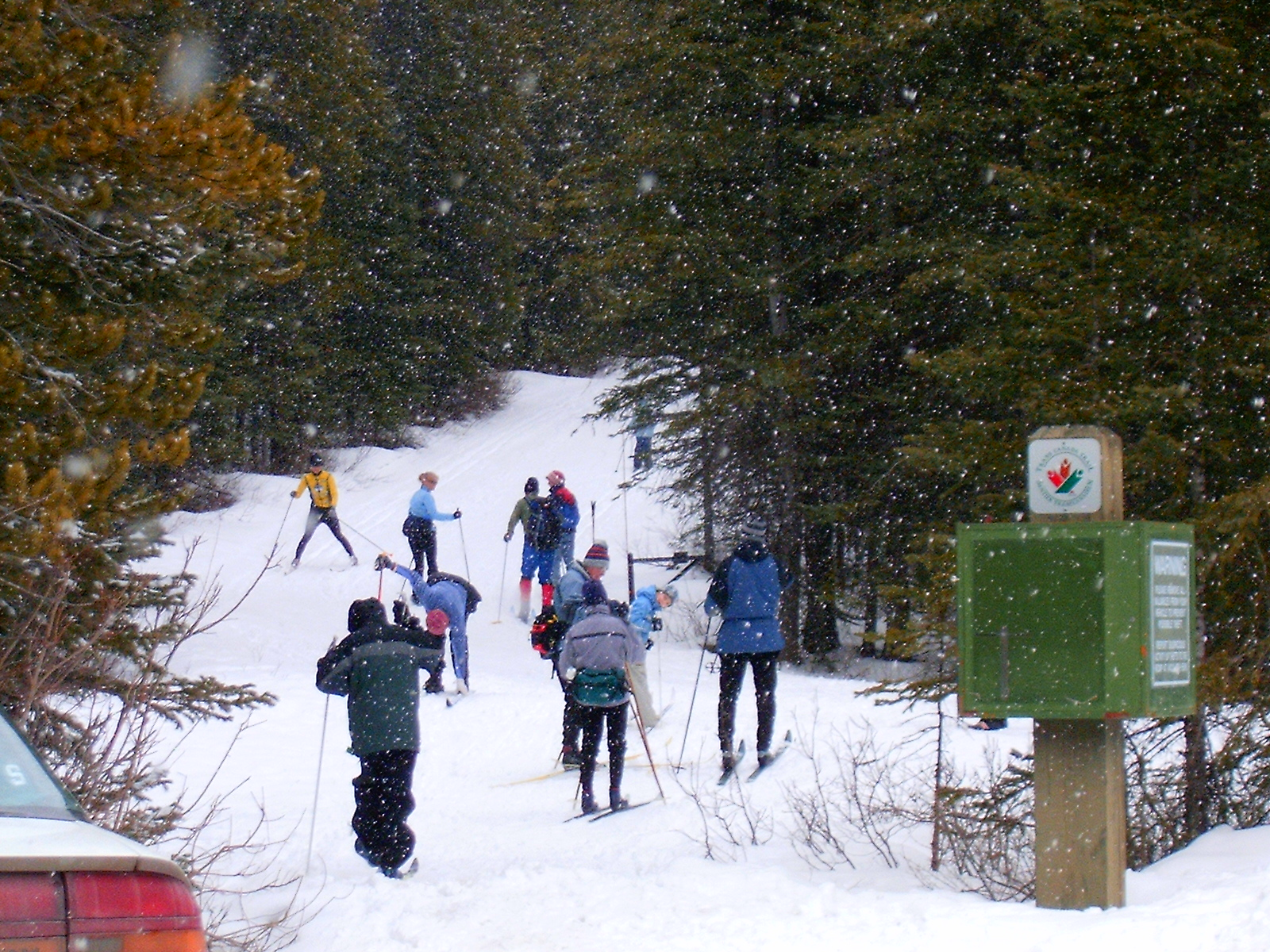

I passi della tecnica di pattinaggio presentano sempre il lavoro degli arti inferiori e si eseguono fuori dalle tracce perché sono composti da continui cambi di direzione. In ogni passo di pattinaggio il peso del corpo deve essere sullo sci che scorre e il busto deve seguirne la direzione, gli arti superiori coadiuvano l'azione di spinta di quelli inferiori, muovendosi il più possibile vicini al piano sagittale in modo da indirizzare le spinte nella direzione di avanzamento.
Come nella tecnica classica vi sono diverse sequenze di movimenti per coordinare la spinta di braccia e gambe, i passi principali sono:
- il passo corto o da salita: viene eseguito con gli sci particolarmente aperti a V (la loro inclinazione rispetto al senso di avanzamento dipende dalla forza delle braccia dello sciatore) e si compone di due tempi: nel primo si esegue una pattinata e una contemporanea spinta con braccia e busto, il quale deve essere rivolto nella direzione dello sci che in quel momento scorre, in un secondo tempo si esegue una pattinata con l'altro sci sollevando il busto per riportarlo nella posizione iniziale. I tempi ridotti di questo passo non permettono al busto di cambiare direzione verso il secondo sci ma solo ruotare un po' per aiutare la scorrevolezza in quella direzione; a ogni ciclo le braccia spingono sempre verso lo stesso sci (destro o sinistro) rendendo questo passo asimmetrico. Con questo passo si riesce a sviluppare molta forza e poca velocità ed è quindi adatto a tratti di salita.
- il passo doppio: gli sci sono divaricati con un'inclinazione inferiore rispetto a quella del passo corto, e si esegue una pattinata e una spinta di braccia con il relativo piegamento del busto come nel passo corto, ma la fase di riposizionamento del busto viene eseguita mentre si scorre in equilibrio sullo stesso sci, il busto è direzionato lungo la traiettoria dello sci che scorre, una volta esaurita la propulsione si gira il busto nell'altra direzione e si ricomincia con un'altra spinta. Tale passo risulta simmetrico in quanto impegna allo stesso modo il lato destro e quello sinistro del corpo. Con questo passo si riesce a sviluppare una discreta forza e una buona velocità ed è quindi adatto ad accelerazioni e tratti di falsopiano in salita.
- il passo lungo: gli sci sono divaricati con un'inclinazione inferiore rispetto a quella del passo doppio e del passo corto, si parte con una pattinata e con una spinta di braccia con un piegamento in avanti del busto, il quale deve volgere verso la direzione dello sci che scorre; esaurito questo movimento il busto ruota nella direzione dell'altro sci, si riporta poi alla posizione iniziale con uno slancio in avanti delle braccia per sfruttare la loro inerzia e una contemporanea pattinata dello sci sul quale fino a poco prima si scorreva. Questo passo risulta dunque asimmetrico. Con questo passo si riesce a sviluppare poca forza e molta velocità ed è quindi adatto a tratti di pianura e falsopiano in discesa.

Vi sono anche altri passi nella progressione di velocità della tecnica libera; per esempio gli arti superiori, con l'incremento della velocità, non riescono più a eseguire spinte efficaci e l'azione propulsiva viene assicurata solamente dalla spinta degli arti inferiori; se invece le pendenze non permettono di avanzare con il passo corto si può eseguire la "pattinata alternata" che consiste nel procedere con spinte composte da una pattinata coadiuvata dalla spinta di un singolo braccio, ciò permette di aprire maggiormente gli sci e ridurre quindi la forza necessaria per salire, ma con un forte aumento della distanza percorsa a scapito della velocità di avanzamento.
Alcuni passi sono asimmetrici perché nel loro ciclo le spinte di braccia e busto si direzionano sempre verso un singolo lato del corpo. Per ovviare a questo problema si dovrà ogni tanto cambiare lato di spinta introducendo un passo doppio oppure tralasciando una spinta di braccia; nel caso di pendenze laterali della pista si deve comunque tenere il lato per cui le spinte di braccia aiutano a risalire la pendenza.

### La tecnica di virata
Sia nella tecnica classica (per curve strette o nei cambi di binario) che nella tecnica libera il cambio di direzione viene eseguito nel medesimo modo: prima si porta lo sci interno alla curva nella nuova direzione poi con una pattinata e una spinta di braccia si crea una forza laterale che andrà a creare la forza centripeta necessaria e contemporaneamente una forza propulsiva per mantenere la velocità, questo movimento viene ripetuto fino a che non è esaurito il tratto in curva. Se la velocità è troppo elevata le braccia non riescono a intervenire, quando poi la velocità è molto elevata rispetto al raggio di curvatura della pista si dovrà invece eseguire una derapata, ponendo entrambi gli sci nella nuova direzione e con una pressione su di essi creare la forza centripeta perdendo però molta della velocità posseduta all'inizio della curva.

### La tecnica di discesa
La pista in discesa, come del resto qualsiasi altro terreno, fa parte integrante dell'orizzonte del fondista. Affrontare una discesa ha significati differenti in relazione al livello tecnico del fondista: l'agonista ricerca il massimo della velocità, il turista il controllo della propria andatura, l'escursionista la sicurezza. Per rispondere a tutte queste esigenze sono stati messi a punto esercizi applicabili alle differenti situazioni di pendio.
Così come nella tecnica classica e nel pattinaggio, gli esercizi messi a punto per affrontare una discesa si sono evoluti nel corso degli anni di pari passo con il mutare delle condizioni di battitura delle piste e, successivamente, con quello dell'attrezzatura. In discesa l'esecuzione tecnica è, in primo luogo, un adattamento della propria andatura al terreno che si sta affrontando, intervengono poi l'abilità tecnica dello sciatore e la finalità che ci si prefigge. La battitura meccanica delle piste ha portato, a partire dagli anni '80, a un atteggiamento tecnico nei confronti della discesa più dinamico. A questo ha contribuito anche il perfezionamento dei sistemi scarpa/attacco che hanno aumentato la sensibilità e la precisione di guida.
La scorrevolezza uniforme degli sci, le scarpe con tomaia medio-alta anche nella tecnica classica, la maggior uniformità del terreno hanno reso meno problematica la ricerca e il mantenimento dell'equilibrio. Hanno inoltre portato a un aumento della velocità media, di conseguenza anche i movimenti si sono velocizzati. Nelle curve in discesa, a parità di capacità tecniche, dove una volta si manteneva un atteggiamento passivo ora si agisce in modo più attivo e funzionale al terreno per cercare di trovare un equilibrio ideale tra forza centrifuga e forza centripeta evitando decelerazioni inutili.
Va detto che gli sci da fondo sono studiati per avere il minimo attrito con la neve e il minore peso possibile, a scapito della manovrabilità, ci si deve quindi aspettare forti accelerazioni e instabilità degli sci rispettivamente per pendenze e velocità ritenute normali nello sci alpino.
Per la ricerca della massima velocità si deve porre il peso equamente distribuito su entrambi gli sci, le gambe devono assecondare l'andamento del terreno ma mantenere la giusta pressione per stabilizzare gli sci, la posizione del busto deve essere il giusto compromesso tra la ricerca dell'aerodinamicità e il riposo degli arti inferiori, infatti mantenendo il busto troppo piegato si rischia di affaticare i muscoli quadricipiti.
Per il controllo della velocità ci sono principalmente due tecniche: lo "spazzaneve", che consiste nel divaricare le code degli sci e fare pressione sugli stessi in modo da realizzare un attrito con la neve, e la "raspa", che consiste nell'afferrare con le mani entrambi i bastoncini uniti e tenerli in mezzo alle gambe usandoli per grattare la neve come fa un aratro nel terreno (si può eseguire anche una combinazione contemporanea delle due tecniche). Sicuramente lo spazzaneve risulta più efficace ma ha bisogno di maggiore spazio mentre la raspa può essere eseguita anche con gli sci paralleli, il primo quindi si adatta meglio alle moderne tecniche di battitura delle piste mentre il secondo è un retaggio dei tempi in cui le piste erano battute manualmente.

## Attrezzatura
Per la pratica dello sport dello sci di fondo si usano sci privi di lamine e di una larghezza media di 4,5 centimetri attaccati con scarpette particolari, che si fissano solo in punta, consentendo al tallone di sollevarsi liberamente. Nella tecnica classica sono più basse e meno avvolgenti per permettere il movimento della caviglia; al contrario nello skating è essenziale che la scarpa tenga ferma l'articolazione in quanto la posizione di sciata del piede è quasi sempre obliqua.
Nell'alternato gli sci hanno una soletta che nella parte centrale (zona del "ponte", in cui lo sci non aderisce alla neve con il solo peso umano bensì necessita di un'ulteriore compressione) viene trattata in differenti modi per garantire la tenuta in fase di spinta. Nel pattinato si ha invece una soletta interamente paraffinata per una migliore condizione di scivolamento.
Ulteriori differenze fra le due tecniche nell'ambito dell'attrezzatura sono relative all'altezza di bastoncini e sci: in tecnica classica si hanno sci più lunghi e bastoni più corti, in pattinato viceversa.
Gli sci da pattinato o skating hanno le punte molto più rotonde e meno appuntite, mentre nell'alternato le punte sono molto appuntite perché gli sci essendo obliqui devono tagliare l'aria, nello skating gli sci devono solamente scivolare.

## Specialità
Le gare di sci di fondo in coppa del mondo si possono dividere in nove tipologie: con partenza a cronometro, con partenza in linea, gran fondo, Gundersen o pursuit, duathlon o double pursuit, sprint, staffetta, biathlon e ski-arc.

### Partenza a cronometro
Rappresenta la gara storica dello sci di fondo. Mediante sorteggio pilotato (attraverso gruppi di merito) viene estratto l'ordine di partenza. Gli atleti partono a distanza regolare (tra i venti e i trenta secondi, in base alle condizioni atmosferiche) e vengono cronometrati i tempi.
Queste gare sono disputate sia in tecnica classica che in tecnica libera. Le lunghezze possono essere di 10 km, 15 km, 30 km, 50 km per gli uomini e 5 km, 10 km, 15 km, 30 km per le donne.

### Partenza in linea (mass start)
Gli atleti sono disposti in griglia di partenza secondo l'ordine di merito. Viene dato lo start mediante un colpo di pistola. Vince l'atleta che per primo attraversa il traguardo. Il confronto fisico tra gli atleti (assente nelle gare a cronometro) ha portato a un'introduzione della tattica nelle gare in linea, aggiungendo elementi di spettacolarità.
Queste gare sono disputate sia in tecnica classica che in tecnica libera. Le lunghezze possono essere di 10 km, 15 km, 30 km, 50 km per gli uomini e 5 km, 10 km, 15 km, 30 km per le donne. Dalla stagione 2008/2009 è stata introdotta la possibilità di sostituire gli sci a intervalli prestabiliti, in maniera simile al pit stop adottato in Formula Uno. Questo ha ulteriormente aumentato gli elementi tattici e spettacolari, e rendendo possibile un tuning della preparazione degli sci (sciolina e paraffina) durante la gara, a patto di perdere qualche secondo per l'operazione.

### Gimkana (o di destrezza)
Formula adottata nelle categorie dei più giovani, consiste nel compiere un percorso a ostacoli in cui, oltre alla forza fisica, conta molto l'agilità. Si tratta di una tipologia di competizione ampiamente in uso nei Paesi scandinavi, utile soprattutto per avvicinare i bambini e i ragazzi allo sci di fondo con un approccio meno volto alla fatica e più al divertimento. Dal punto di vista tecnico, è necessario un controllo ottimale dello sci, pertanto la gimkana è utile per valutare il grado di dimestichezza che i giovani atleti hanno con l'attrezzatura e la loro preparazione tecnica.

### Granfondo
Sono gare storiche, con partenza in linea e con chilometraggi superiori ai 40 km. Sono gare sia a tecnica classica che a tecnica libera. La più famosa al mondo è la Vasaloppet, disputata in Svezia, a tecnica classica, su un percorso di 90 km. In Italia possiamo ricordare la Marcialonga (nelle valli di Fassa e di Fiemme), la Gran fondo della Val Casies, la Sgambeda (a Livigno) e la MarciaGranParadiso (a Cogne, in Valle d'Aosta).

### Gundersen o pursuit
La gara è composta da due prove, spesso disputate in giorni successivi. La prima prova è una gara individuale a cronometro, di solito in tecnica classica, che serve per stabilire l'ordine e i tempi di partenza della seconda prova, disputata solitamente in tecnica libera. Questa gara è stata abbandonata a favore del duathlon.

### Skiathlon
Questa disciplina, conosciuta anche con le denominazioni Duathlon o Double Pursuit, consiste in una prova unica disputata per metà in tecnica classica e per l'altra metà in tecnica libera, intervallate tra loro dal cambio dei materiali.

### Sprint
La gara sprint si disputa su una pista relativamente corta (1-1,5 km). Si effettua una qualificazione con partenza a cronometro. I primi trenta classificati sono immessi in un tabellone di tipo tennistico (cinque batterie da sei sciatori). Passano il turno i primi due di ogni batteria (dieci sciatori) e vengono ripescati i due migliori tempi (Lucky Loser). Sono poi disputate due semifinali e passano alla finale A i primi due di ogni semifinale e i due migliori tempi. Gli sconfitti disputano la finale B per assegnare i posti dal 7 al 12.
Queste gare sono disputate sia in tecnica classica che in tecnica libera e spesso vengono organizzate in percorsi cittadini (con neve riportata). Sono particolarmente spettacolari per la brevità delle gare, l'incalzante ritmo e la presenza del confronto diretto e immediato tra i concorrenti. Di solito le gare vengono disputate intercalando le gare di maschi e femmine per annullare i tempi morti.

### Staffetta
La staffetta prevede due modalità:
- staffetta tradizionale: è una gara con partenza in linea. Le squadre sono composte di quattro staffettisti. Le prime due frazioni sono disputate a tecnica classica, le altre a tecnica libera. Il cambio avviene mediante il tocco della mano dell'atleta che arriva sulla spalla dell'atleta che parte. Il cambio deve avvenire in una zona delimitata, pena la squalifica. Spesso vengono formate squadre miste per permettere a un maggior numero di atleti di partecipare
- staffetta sprint: è una gara con partenza in linea su pista breve (1-1,5 km). le squadre sono composte da due staffettisti che, a ogni giro, dovranno darsi il cambio. Ogni atleta deve percorrere quattro giri di pista, per un totale di otto giri. Sono effettuate due semifinali dividendo le squadre iscritte. Le prime cinque squadre di ogni semifinale partecipano a una finale a dieci.

### Biathlon

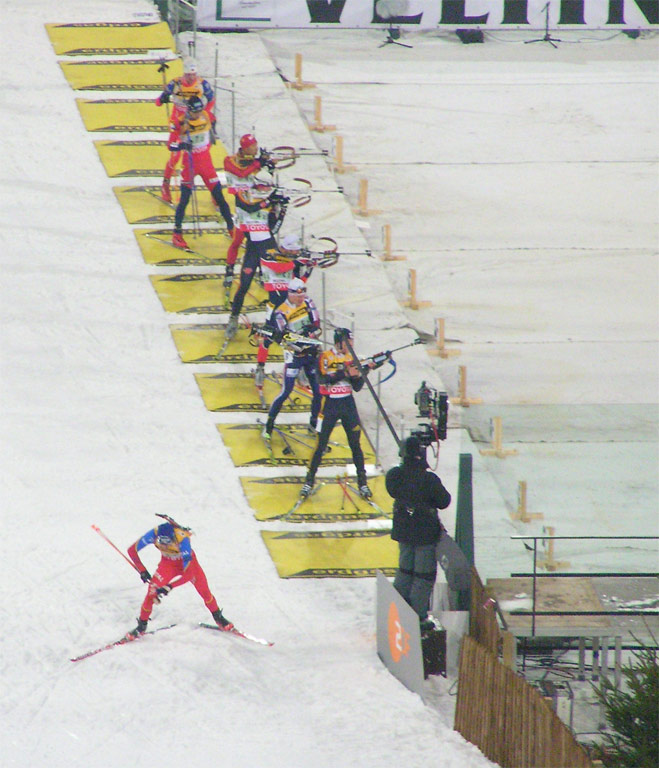
Biathlon

È una specialità praticata solo con la tecnica pattinato; si ha una carabina a tracolla e bisogna percorrere un circuito, solitamente di 2,5 o 3 km. Alla fine di ogni giro si arriva a un poligono di tiro dove bisogna colpire con cinque proiettili i cinque bersagli circolari posti a 50 m. Per ogni errore si compie un giro di penalità di 150 m o, in un particolare tipo di gare, si ha una penalità di un minuto sul tempo totale.
Il biathlon è considerato una specialità a sé, con una coppa del mondo propria.

### Ski-arc
È una disciplina simile al Biathlon solo che ha una sola tappa dove viene lasciato l'arco e si tira ai paglioni.

### Tour de ski
Dalla stagione 2006/2007 si è sviluppata una nuova formule competitiva chiamata "Tour de ski". Questa consiste in un insieme di gare molto ravvicinate (con poco riposo) riprendendo e adattando la struttura di una corsa a tappe ciclistica. Per la classifica finale sono sommati i tempi di tutte le gare non sprint, mentre le gare sprint assegnano abbuoni per i piazzamenti. Sono anche assegnati abbuoni per alcuni traguardi volanti. La formula varia di anno in anno. Particolarmente spettacolare è stata nelle stagioni 2006/2007 e 2007/2008 la tappa finale, caratterizzata dalla cosiddetta "Final climb" (salita finale) con la risalita della pista di sci alpino dell'alpe del Cermis.
L'edizione 2007/2008 ripropone la formula dell'edizione precedente, dove le 8 gare vengono svolte nelle località di Nové Město na Moravě (Repubblica Ceca), Asiago e in Val di Fiemme (sui tracciati che hanno ospitato i mondiali di sci nordico). Nella prima edizione hanno vinto la classifica generale rispettivamente, il ceco Lukáš Bauer e la svedese Charlotte Kalla.

## Stadi di fondo
Le competizioni di sci di fondo di maggior importanza (coppa del mondo, mondiali) vengono ospitate in località attrezzate e dotate di strutture adeguate, delle quali centro pulsante è lo stadio del fondo, dove avvengono arrivi e partenze e si concentra la maggior parte del pubblico. Tra gli stadi che hanno maggiormente ospitato eventi olimpici, di coppa del mondo e/o mondiali figurano:
Estonia
- Otepää

Finlandia
- Kuusamo
- Lahti

Germania
- Oberhof
- Oberstdorf

Giappone
- Sapporo

Italia
- Pragelato - pista olimpica
- Val di Fiemme
- Dobbiaco
- Asiago
- Valdidentro
- Bormio
- Cogne
- Lorica

Norvegia
- Oslo (Holmenkollen)
- Lillehammer
- Drammen
- Beitostølen
- Trondheim

Repubblica Ceca
- Liberec
- Nové Město na Moravě

Russia
- Rybinsk

Slovenia
- Planica
- Rogla

Svezia
- Gällivare
- Falun
- Funäsdalen
- Kiruna
- Östersund
- Ulricehamn

Svizzera
- Davos
- Lenzerheide
- Val Müstair

## Attività fisica
Lo sci di fondo è uno sport completo che fa lavorare tutta la muscolatura. L'impegno muscolare è diverso nelle due tecniche:
- nella tecnica di pattinaggio si usano particolarmente i glutei, i quadricipiti e i polpacci
- nella tecnica classica, le spalle, le braccia e il dorso

Questo sport è un ottimo allenamento cardiovascolare e l'esercizio frequente migliora considerevolmente le prestazioni del cuore e dei polmoni. La disciplina ha anche effetti antistress, grazie all'ambiente in cui viene praticato.

## Sci di fondo paralimpico
Lo sci di fondo può essere praticato anche da persone con disabilità fisiche o visive. L'attrezzatura va adattata all'abilità funzionale dello sportivo, che può utilizzare normali sci, una slitta montata su sci o protesi ortopediche a seconda dei casi. Le persone affette da cecità o ipovisione possono sciare accompagnate da una guida che li precede sulla pista dando loro indicazioni sul percorso da seguire.
L'attività agonistica internazionale è organizzata dall'International Paralympic Nordic Skiing Committee (IPNSC). Per le competizioni internazionali vale il regolamento della Federazione Internazionale Sci (FIS) integrato da disposizioni dettate dall'IPNSC. Lo sci di fondo è presente nel programma dei Giochi paralimpici invernali sin dai I Giochi paralimpici invernali tenutisi a Örnsköldsvik, in Svezia, nel 1976.